# Épisodes de Racines
Cet article présente les épisodes de la mini-série  Racines.

## Épisode 1
- États-Unis : 23 janvier 1977 sur ABC
- France : 10 janvier 1978 sur Antenne 2

- Edward Asner (Capitaine Thomas Davies) (VF : René Arrieu)
- O.J. Simpson (Kadi Touray) (VF : Med Hondo)
- Ralph Waite (Slater) (VF : Marcel Bozzuffi)
- Ji-Tu Cumbuka (Le lutteur) (VF : Georges Aminel)
- Maya Angelou (Yaisa)
- Moses Gunn (Kintango) (VF : Bachir Touré)
- Thalmus Rasulala (Omoro) (VF : Jean-Louis Maury)
- Hari Rhodes (Brima Cesay) (VF : Michel Derain)
- William Watson (Gardner) (VF : Alain Dorval)
- Ren Woods (Fanta Touray)
- LeVar Burton (Kunta Kinté)
- Cicely Tyson (Binta)
- Ernest Thomas (Kailuba)
- Rebecca Bess (La fille sur le bateau)
- Henry Butts (Sitafa)
- Kermit Echols (Vilars) (VF : Jean-Henri Chambois)
- Ronnie Leggett (Kalilu)

## Épisode 2
- États-Unis : 24 janvier 1977 sur ABC
- France : 17 janvier 1978 sur Antenne 2

- Edward Asner (Capitaine Thomas Davies) (VF : René Arrieu)
- Louis Gossett Jr. (Violon) (VF : Georges Aminel)
- Lorne Greene (John Reynolds) (VF : Jean Martinelli)
- Robert Reed (Docteur William Reynolds) (VF : Serge Lhorca)
- Ralph Waite (Slater) (VF : Marcel Bozzuffi)
- Ji-Tu Cumbuka (Le lutteur) (VF : Georges Aminel)
- Lynda Day George (Madame Reynolds) (VF : Ginette Pigeon)
- Vic Morrow (Ames) (VF : Marc de Georgi)
- Paul Shenar (John Carrington) (VF : Gabriel Cattand)
- Ren Woods (Fanta Touray)
- LeVar Burton (Kunta Kinté)
- Tina Andrews (Aurelia)
- Ann Weldon (Mary)
- Big Joe Turner (Le chanteur)
- Fred Covington (Le commissaire-priseur) (VF : Philippe Dumat)
- Maurice Hunt (Le médecin)
- Brooks Clift (McAlmon) (VF : Roger Crouzet)
- Joe Dorsey (Calvert) (VF : Michel Bardinet)
- Bill Gribble (Grimes)
- Roosevelt Smith (James)
- Stan Haze (Le chanteur de la plantation) (VF : Robert Liensol)
- Cindy Henderson (Bess)
- Rachel Longaker (Caroline)
- Betty Cole (La femme impertinente)

## Épisode 3
- États-Unis : 25 janvier 1977 sur ABC
- France : 24 janvier 1978 sur Antenne 2

- John Amos (Kunta Kinté adulte) (VF : Jean-Claude Michel)
- Lynda Day George (Madame Reynolds) (VF : Ginette Pigeon)
- Louis Gossett Jr. (Violon) (VF : Georges Aminel)
- Lorne Greene (John Reynolds) (VF : Jean Martinelli)
- Vic Morrow (Ames) (VF : Marc de Georgi)
- Robert Reed (Docteur William Reynolds) (VF : Serge Lhorca)
- Madge Sinclair (Bell Reynolds) (VF : Paule Emanuele)
- Gary Collins (Grill) (VF : Michel Paulin)
- Beverly Todd (Fanta Touray / Maggie Calvert)
- Lee De Broux (Trumbull)
- Tanya Boyd (Genelva) (VF : Maïk Darah)
- Lee Kessler (Madame Constable)
- Thayer David (Harlan) (VF : Antoine Marin)
- Hank Rolike (John)
- Allen Williams (Robert Calvert)

## Épisode 4
- États-Unis : 26 janvier 1977 sur ABC
- France : 24 janvier 1978 sur Antenne 2

- John Amos (Kunta Kinté adulte) (VF : Jean-Claude Michel)
- Lynda Day George (Madame Reynolds) (VF : Ginette Pigeon)
- Louis Gossett Jr. (Violon) (VF : Georges Aminel)
- Robert Reed (Docteur William Reynolds) (VF : Serge Lhorca)
- Madge Sinclair (Bell Reynolds) (VF : Paule Emanuele)
- Raymond St. Jacques (Le batteur) (VF : Michel Gudin)
- Tanya L. Boyd (Genelva) (VF : Maïk Darah)
- Thayer David (Harlan) (VF : Antoine Marin)
- Helen Martin (Tante Sukey)
- Stan Haze (Le chanteur de la plantation) (VF : Robert Liensol)

## Épisode 5
- États-Unis : 27 janvier 1977 sur ABC
- France : 24 janvier 1978 sur Antenne 2

- John Amos (Kunta Kinté adulte) (VF : Jean-Claude Michel)
- Chuck Connors (Tom Moore) (VF : Claude Joseph)
- Sandy Duncan (Missy Anne Reynolds) (VF : Jeanine Forney)
- Lawrence Hilton-Jacobs (Noah)
- Robert Reed (Docteur William Reynolds) (VF : Serge Lhorca)
- John Schuck (Ordell) (VF : Antoine Marin)
- Madge Sinclair (Bell Reynolds) (VF : Paule Emanuele)
- Leslie Uggams (Kizzy Reynolds) (VF : Evelyn Selena)
- Roxie Roker (Melissa)
- Elma Jackson (Mama Ada) (VF : Nelly Vignon)
- Brion James (L'esclavagiste) (VF : Henry Djanik)

## Épisode 6
- États-Unis : 28 janvier 1977 sur ABC
- France : 31 janvier 1978 sur Antenne 2

- Macdonald Carey (Squire James) (VF : Raymond Loyer)
- Chuck Connors (Tom Moore) (VF : Claude Joseph)
- Scatman Crothers (Mingo) (VF : René Bériard)
- Sandy Duncan (Missy Anne Reynolds) (VF : Jeanine Forney)
- George Hamilton (Stephen Bennett) (VF : Jean Roche)
- Carolyn Jones (Madame Moore)
- Ian McShane (Sir Eric Russell) (VF : Philippe Ogouz)
- Richard Roundtree (Sam Bennett) (VF : Jean-Louis Maury)
- Leslie Uggams (Kizzy Reynolds) (VF : Evelyn Selena)
- Ben Vereen (Chicken George Moore) (VF : Med Hondo)
- Olivia Cole (Mathilda) (VF : Arlette Thomas)
- Wally Taylor (Le révérend)
- Lillian Randolph (Sœur Sara)
- Davis Roberts (Leonard) (VF : Michel Paulin)
- Pat Corley (L'arbitre) (VF : Georges Aubert)
- John Dennis Johnston (L'homme au combat de coqs) (VF : Marc de Georgi)

## Épisode 7
- États-Unis : 29 janvier 1977 sur ABC
- France : 7 février 1978 sur Antenne 2

- Lloyd Bridges (Evan Brent) (VF : Jacques Thébault)
- Georg Stanford Brown (Tom Harvey) (VF : Pierre Arditi)
- Olivia Cole (Mathilda Moore) (VF : Evelyn Selena)
- Brad Davis (George Johnson) (VF : Jean-Pierre Leroux)
- Hilly Hicks (Lewis Harvey) (VF : François Leccia)
- Burl Ives (Sénateur Arthur J. Justin) (VF : William Sabatier)
- Lynne Moody (Irene Harvey) (VF : Tamila Mesbah)
- Ben Vereen (Chicken George Moore) (VF : Med Hondo)
- Richard McKenzie (Sam Harvey) (VF : Henri Labussière)
- Sally Kemp (Lila Harvey)
- Austin Stoker (Virgil Harvey) (VF : Daniel Gall)
- Lane Binkley (Martha Johnson) (VF : Sylviane Margollé)
- Charles Cyphers (Fred Drake) (VF : Michel Paulin)
- John Quade (Shériff Charlie Biggs)
- Macon McCalman (Poston)
- Todd Bridges (Bud Harvey)
- Robert Phalen (Rufus Jackson) (VF : Michel Derain)
- Wayne Heffley (Le télégraphiste) (VF : Philippe Dumat)

## Épisode 8
- États-Unis : 30 janvier 1977 sur ABC
- France : 14 février 1978 sur Antenne 2

- Lloyd Bridges (Evan Brent) (VF : Jacques Thébault)
- Georg Stanford Brown (Tom Harvey) (VF : Med Hondo)
- Olivia Cole (Mathilda Moore) (VF : Evelyn Selena)
- Brad Davis (George Johnson) (VF : Jean-Pierre Leroux)
- Hilly Hicks (Lewis Harvey) (VF : François Leccia)
- Doug McClure (Jemmy Brent) (VF : Claude Giraud)
- Lynne Moody (Irene Harvey) (VF : Tamila Mesbah)
- Ben Vereen (Chicken George Moore) (VF : Med Hondo)
- Richard McKenzie (Sam Harvey) (VF : Henri Labussière)
- Sally Kemp (Lila Harvey)
- Austin Stoker (Virgil Harvey) (VF : Daniel Gall)
- Lane Binkley (Martha Johnson) (VF : Sylviane Margollé)